# Balada de Blaník
Balada de Blaník, JW VI/16 (en txec Balada Blanická), és un poema simfònic compost per Leoš Janáček el setembre-octubre de 1919 i estrenada el 21 de març de 1920 a la Sala del conservatori de Brno dirigida per František Neumann. Originalment fou titulada Els cavallers de Blaník (en txec: Blaničtí rytíři) i està basada en un text de Jaroslav Vrchlický.
L'obra està dedicada a Tomáš Masaryk, el president de Txecoslovàquia en el moment, que havia estat un ferm defensor de la independència; Txecoslovàquia s'havia convertit en nació independent el 1918, l'any abans que Janáček comencés la seva composició.

## Inspiració literària i context històric
El títol i el tema central de l’obra de Janáček estan inspirats en el poema homònim de Jaroslav Vrchlický, inclòs en el recull Selské balady ('Balades camperoles', 1885). Aquest poema ofereix una reinterpretació creativa d’una llegenda molt coneguda durant el Renaixement Nacional Txec del segle XIX. La història gira al voltant de la muntanya Velký Blaník, situada prop de Vlašim, a Bohèmia, on, segons la tradició, un exèrcit de cavallers txecs liderats per Sant Venceslau roman adormit. Aquesta tropa mítica està destinada a despertar i sortir en defensa de la nació en el moment de més gran necessitat, simbolitzant l’esperança i la salvació nacional.

## Música
Tot i que el poema de Vrchlický inspira l’obra, la connexió entre el text i la música és més conceptual que literal. La composició transita des d’una atmosfera enigmàtica inicial fins a un desenllaç que fusiona l’èpica amb un delicat lirisme, però sense seguir fidelment els esdeveniments narrats en els versos. La peça representa un camp d’experimentació per a Janáček, alternant harmonies romàntiques convencionals amb seccions que introdueixen elements innovadors, com l’adopció d’harmonies basades en escales de tons sencers, preludiant el seu estil madur.